# Франкенталь (Пфальц)
Франкенталь (нім. Frankenthal) — місто в Німеччині, місто земельного підпорядкування, розташоване в землі Рейнланд-Пфальц.

## Населення
Населення міста становить 48 750 осіб (станом на 31 грудня 2020).

## Уродженці
- Йоганн-Філіпп Беккер (1809—1886) — діяч німецького і міжнародного робітничого руху.